# SamLogic
SamLogic grundades 1992 i Sverige (där de även har sitt huvudkontor) och företaget har sedan starten utvecklat mjukvara för operativsystemet Microsoft Windows. Från början så utvecklade företaget endast verktyg för utvecklare, men idag så utvecklar de program även för andra användargrupper. Sedan några år tillbaka har SamLogic specialiserat sig på att ta fram mjukvara för Internet och multimedia. Exempel på mjukvara som företaget tagit fram är installationsverktyget Visual Installer, menyverktyget CD-Menu Creator och nyhetsbrevsverktyget MultiMailer. SamLogic har även tagit fram ett kopieringsskydd som heter RegGuard. 